# 채널A플러스
채널A플러스는 채널A 산하의 트렌드 라이프스타일 채널이다.

## 연혁
- 2015년 7월 1일: 개국

## 같이 보기
- 채널A